# Jaroslav Koláček
Jaroslav Koláček (2. ledna 1916 Křtomil – 8. května 2003 Spojené království) byl český voják a palubní střelec a radiotelegrafista 311. československé bombardovací perutě RAF.

## Život

### Před druhou světovou válkou
Jaroslav Koláček se narodil 2. ledna 1916 v Křtomili na Přerovsku v rodině Františka Koláčka a Anastázie, rozené Severové. V Bystřici pod Hostýnem se vyučil automechanikem.

### Druhá světová válka
Po německé okupaci v březnu 1939 opustil Jaroslav Koláček ilegálně Protektorát Čechy a Morava a odešel do Jeruzaléma, kde se přihlásil do zde vznikající jednotky Československé armády v zahraničí a zúčastnil se bojů v této oblasti. V roce 1941 se snažil o přeložení k československé jednotce v Sovětském svazu, ale nebylo mu to umožněno. Byl přeložen k letectvu a vycvičen na palubního střelce a později radiotelegrafistu mj. na Bahamách. Jako příslušník 311. československé bombardovací perutě se od roku 1943 účastnil protiponorkových a protilodních hlídkových letů nad oceánem. V roce 1943 se oženil s příslušnicí Ženských pomocných leteckých sborů Cathie Patrickovou, v roce 1944 se manželům narodil syn Zdeněk, po válce pak dcera.

### Po druhé světové válce
Po návratu do Československa žila rodina Jaroslava Koláčka v Krnově. Po invazi vojsk Varšavské smlouvy v roce 1968 odešla rodina opět do Spojeného království. Zde Jaroslav Koláček zemřel 8. května 2003. Pohřben je v Krnově.

## Vyznamenání
- 2x Československý válečný kříž 1939
- Československá medaile za zásluhy
- 2x Československá medaile Za chrabrost před nepřítelem
- Africká hvězda
- Hvězda Atlantiku
- Pamětní medaile československé armády v zahraničí
- Pamětní medaile k 20. výročí osvobození ČSSR